# اتیراستام
اتیراستام (انگلیسی: Etiracetam) یکی مادهٔ شیمیایی از خانوادهٔ راستام است که در اصل برای بهبود و ارتقای عملکرد شناختی ذهن، به‌ویژه کارکردهای اجرایی و حافظه ساخته شد.
اتیراستام یک مخلوط راسمیک و انانتیومر زیست‌شناختی فعال داروی لوتیراستام است که امروزه به عنوان داروی ضد صرع عرضه می‌شود.